# Christian Buckard
Christian Buckard (* 6. August 1962) ist ein deutscher Autor und Journalist.

## Leben
Christian Buckard studierte Judaistik und Niederlandistik in Berlin, Jerusalem und Amsterdam, promovierte 2002 an der Gerhard-Mercator Universität Duisburg. 2004 veröffentlichte er die Biographie Arthur Koestler. Ein extremes Leben 1905-1983. Im selben Jahr erhielt Buckard die Ernst Cramer & Teddy Kollek Fellowship des Internationalen Journalistenprogramms. Buckard arbeitet vor allem als Autor von Radiofeatures und publiziert im Print-Bereich Rezensionen, Interviews, Reportagen und Essays. 2012 erhielt er (zusammen mit Daniel Guthmann) den Deutsch-Französischen Journalistenpreis für das Radiofeature Ma grande, meine Liebe, mein Leben. Jean Gabin und Marlene Dietrich.  2015 erschien Buckards Biographie Moshé Feldenkrais. Der Mensch hinter der Methode, 2023 Egon Erwin Kisch. Die Weltgeschichte des rasenden Reporters.

## Werke

### Bücher
- Arthur Koestler. Ein extremes Leben. 1905–1983. C. H. Beck, München 2004, ISBN 3-406-52177-0.
- Moshé Feldenkrais. Der Mensch hinter der Methode. Berlin Verlag, Berlin 2015, ISBN 978-3-8270-1238-8.
- Egon Erwin Kisch. Die Weltgeschichte des rasenden Reporters. Berlin Verlag, Berlin 2023, ISBN 978-3-8270-1449-8.

### Zeitschriften (Auswahl)
- Tief im Feindesland. Zum 20. Todestag Arthur Koestlers. In: Aufbau, 20. Januar 2003.
- Der Briefträger. Ein Interview mit Amos Oz. In: Israel Nachrichten – Chadashot Israel, 10. Dezember 2004.
- „Ich kann sehr gut ohne Heimat leben“. Mit Georg Kreisler sprach Christian Buckard. In: Tages-Anzeiger, 5. Dezember 2005.
- „Habe ganz vergessen, warum ich mich eigentlich umbringe.“ Arthur Koestlers bislang unveröffentlichtes Suizid-Protokoll, Lissabon 1940. In: Freitag, 8. September 2006.
- „Wir nannten ihn den Waldgeist“. Die Übersetzerin Lore Krüger über Walter Benjamin und andere prominente Nachbarn in der Pariser Emigration. In: Jüdische Allgemeine, Nr. 46/06, 16. November 2006.
- Löwenhonig. Ein Interview mit dem israelischen Schriftsteller David Grossman. In: Kalonymos. Beiträge zur deutsch-jüdischen Geschichte aus dem Salomon Ludwig Steinheim-Institut, 9. Jahrgang 2006, Heft 4.
- „Unsere Armut fiel mir nie auf“. Der Schauspieler Chaim Topol über seine Kindheit im Arbeiterviertel Florentin. In: Jüdische Allgemeine, Nr. 8/09, 19. Februar 2009.
- Vom Bankräuber zum Märchenonkel. Ludwig Lugmeier entdeckt in Berlin den Stummfilm neu und wird sechzig. In: Berliner Zeitung, 31. Juli 2009.
- „Man stirbt nicht so oft.“ Der israelische Schriftsteller Yoram Kaniuk hat seine Todeserfahrung als Krebskranker literarisch festgehalten. Ein Abschied vom deutschen Leser. In: Jüdische Zeitung, Februar 2010, Nr. 48.
- Der Geschichtenerzähler. Gad Granach wird 95 Jahre alt – ein Besuch in Jerusalem. In: Jüdische Allgemeine, Nr. 12/10, 25. März 2010.
- Wohnzimmer der Intellektuellen. Nach fast 60 Jahren schließt das legendäre Café Tamar in Tel Aviv. In: Jüdische Allgemeine, Nr. 23/15, 4. Juni 2015.
- David Ben Gurion. „Er war völlig humorlos.“ Tom Segev über eine neue Biografie, den Preis für Israels Staatsgründung und die Sehnsucht nach echten Staatsmännern In: Jüdische Allgemeine, Nr. 21/18, 24. Mai 2018.
- Ein amerikanischer Jude. Der Schauspieler, Produzent, Regisseur und Autor Kirk Douglas starb im Alter von 103 Jahren. In: Jüdische Allgemeine, Nr. 7/20, 13. Februar 2020.

### Hörfunk
- Arthur Koestler – ein extremes Leben. (mit Daniel Guthmann), Regie: Jochen Nix, NDR/SWR/ORF 2005.
- Das andere Gesicht der Ferieninsel. (mit Daniel Guthmann), Regie: Burkhard Ax, WDR 2006.
- Der Tod im Inselgarten. Deutschsprachige Schriftsteller im Exil auf Mallorca. (mit Daniel Guthmann), Regie: Iris Drögekamp, SWR 2007.
- Ich, von außen betrachtet. Ein Porträt des israelischen Schriftstellers Yoram Kaniuk. Regie: Iris Drögekamp, SWR 2008.
- Café Tamar. Leben in Tel Aviv. Regie: Hartwig Tegeler, NDR/RBB 2009.
- Mr. Hokuspokus. Das abenteuerliche Leben des Moshé Feldenkrais. Regie: Thomas Wolfertz, WDR/SWR 2010.
- Der Traum ist aus. Fortsetzung folgt. Der israelische Kibbutz im Wandel. Regie: Nikolai von Koslowski, RBB 2010.
- Ma Grande, meine Liebe, mein Leben. Jean Gabin und Marlene Dietrich. Regie: Iris Drögekamp, SWR/RBB/NDR 2011 (mit Daniel Guthmann, Deutsch-Französischer Journalistenpreis 2012).
- 12, Avenue Montaigne. Marlene Dietrichs letztes Exil. (mit Daniel Guthmann), Regie: Philippe Bruehl, WDR 2012.
- Bewusstheit durch Bewegung. Moshé Feldenkrais und seine Methode. Regie: Tobias Krebs, SWR 2013.
- Die Geschichte von Aya und Koni. Regie: Gabriela Hermer, RBB 2013 (ARD-Radiofestival).
- Lampedusa in Tel Aviv. Regie: Gabriela Hermer, RBB/DLF 2014.
- Think Big! Der Weltenmacher Ken Adam. Regie: Nikolai von Koslowski, RBB/SWR 2014.
- Winston Churchill – Auf dem Schlachtfeld der Worte. Regie: Nikolai von Koslowski, RBB/DLF 2015.
- Ziemlich unkontrollierbar. Die Liedermacherin Bettina Wegner. (mit Daniel Guthmann), Regie: Thomas Wolfertz, DLF 2016.
- Ben-Gurion und seine Erben. (mit Gabriela Hermer), Regie: Nikolai von Koslowski, RBB/NDR 2018.
- Mr.Gay Syria. Regie: Thomas Wolfertz, DLF 2018.
- Zusammen leben! Das Revival des Kibbutz. Regie: Matthias Kapohl, DLF/WDR 2020 (Stipendium der Film- und Medienstiftung NRW).
- Dr. WHO auf dem Drahtseil. (mit Daniel Guthmann), Regie: Matthias Kapohl, DLF/SWR/ORF 2020.

### Fernsehen (Auswahl)
- Utopie mit Milch und Zucker. Das Café Tamar in Tel Aviv (Buch u. Regie mit Daniel Guthmann), Dokumentation, ORF 2009.
- Eine unvollendete Liebe. Marlene Dietrich und Jean Gabin (Buch u. Regie mit Daniel Guthmann), Dokumentation, WDR/ARTE 2012.
- ZDF-History: Mallorca – Eine deutsche Liebe (Buch u. Regie mit Daniel Guthmann), Dokumentation, ZDF 2018. Ausgezeichnet mit dem Journalistenpreis der Mallorca-Zeitung 2018.[2]
- Handelskriege im Spiegel der Geschichte (Buch u. Regie mit Daniel Guthmann), Dokumentation, ARTE/ZDFinfo 2019.
- ZDFzoom: China, Trump und Corona. Die WHO zwischen den Fronten (Buch u. Regie mit Daniel Guthmann), Dokumentation, ZDF 2020.
- Mallorca – Tod im Paradies (Buch u. Regie mit Daniel Guthmann), Dokumentation, ARTE/IB3/ORF 2022.